# راکستر
راکستر (به انگلیسی: Wroxeter) یک روستا در بریتانیا است که در شروپ‌شر واقع شده‌است.